# HMS Ark Royal (R09)
L'HMS Ark Royal (R09) era un portaavions de la classe Audacious de la Royal Navy i, quan va ser donat de baixa el 1979, va ser l'últim portaavions convencional de catapulta i aterratge de la Royal Navy. Va ser el primer portaavions equipat amb una coberta de vol en angle quan va ser posat en servei; el seu vaixell bessó, l'HMS Eagle, va ser el primer portaavions amb coberta de vol en angle de la Royal Navy després d'una modificació el 1954. L'Ark Royal va ser l'únic vaixell no dels Estats Units que va operar el McDonnell Douglas Phantom al mar.

## Construcció i modificacions

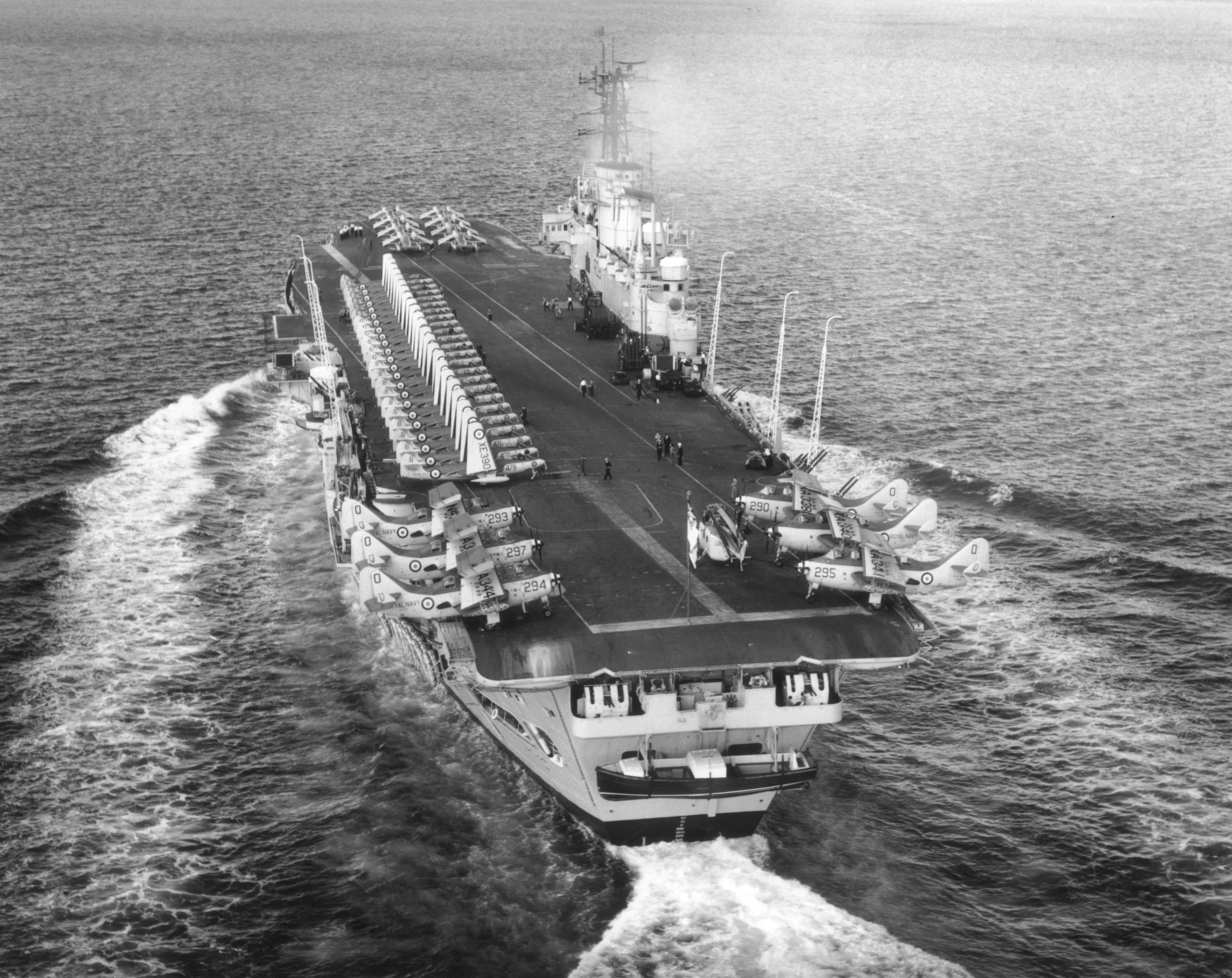
L'Ark a finals de la dècada de 1950, abans que es retirés l'ascensor de la coberta del port

L'Ark Royal era el vaixell bessó de l'HMS Eagle, que inicialment es va anomenar HMS Audacious, d'aquí el nom de la classe. Es va ordenar la construcció de quatre vaixells de classe Audacious, però dos (l'HMS Africa i l'original HMS Eagle) van ser anul·lats quan va acabar la Segona Guerra Mundial, i la construcció dels altres dos es va suspendre durant diversos anys. Tots dos vaixells acabats es van modernitzar àmpliament al llarg de la seva vida útil.
Es va signar un contracte amb Cammell Laird al riu Mersey el 19 de març de 1942, per construir el primer vaixell de la classe. Tot i que inicialment s'havia planejat anomenar al vaixell Irresistible, es va canviar per Ark Royal per commemorar el portaavions perdut el 1941. El vaixell, que va ser el vaixell de guerra més gran mai construït per Cammell Laird, va ser aixecat a la drassana de Laird's Birkenhead el dia 3 de maig de 1943. La construcció va ser lenta i es va suspendre a la fi de la Segona Guerra Mundial per poder actualitzar el disseny del vaixell i adaptar-lo millor a l'operació d'avions moderns. L'Ark Royal va ser botat per la reina Elisabet, esposa del rei Jordi VI, el 3 de maig de 1950. Es va finalitzar el 25 de febrer de 1955 i va entrar en servei l' endemà a Devonport.
En aquest temps, es va sotmetre a un redisseny i, quan es va completar, era notablement diferent del seu vaixell bessó. Poc abans del noliejament des de la drassana Cammell Laird, el fotògraf E. Chambré Hardman en va captar una imatge, quan era pintat amb una capa primària de color blanc. Es va exposar diverses vegades amb el nom de «Where Great Ships Are Built» (On neixen els grans vaixells) i més tard «Birth of the Ark Royal» (Naixement de l'Ark Royal). Quan va entrar en servei, tenia una coberta de vol parcialment inclinada en 5,5°, dues catapultes de vapor capaces de llançar avions de fins a 14 tones, un ascensor de coberta a babord (el primer vaixell britànic equipat amb aquest tipus de dispositiu), armament modificat i el nou sistema d'aterratge amb miralls. L'Ark Royal va ser el primer vaixell que es va construir amb una coberta de vol inclinada i catapultes de vapor, en lloc d'afegir-les després del noliejament. Aquestes innovacions van permetre que els avions poguessin fer operacions d'aterratge i enlairament. La seva coberta de vol tal com estava construïda era de 800 per 112 peus (244 per 34 metres).

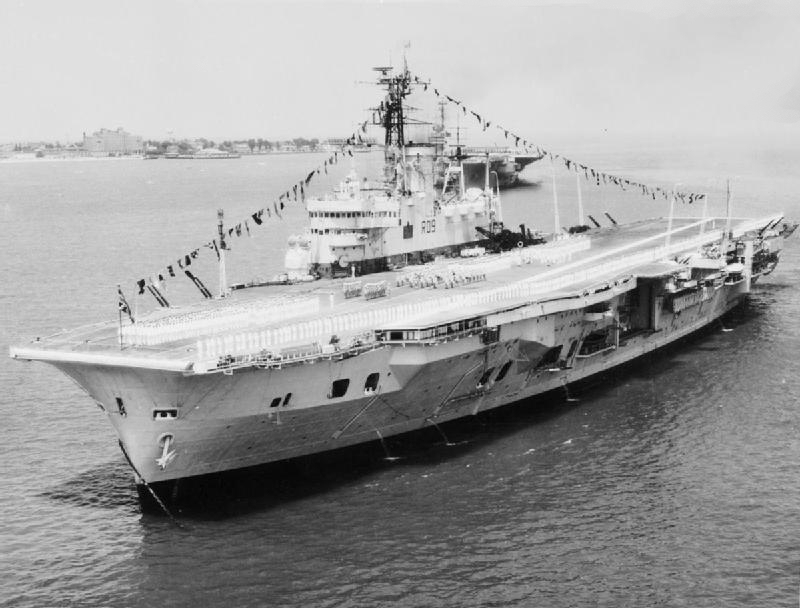
L'Ark Royal el 1957

Van passar quatre anys més abans que comencés les seves proves de mar.
Aproximadament un any després de l'entrada en servei, se'n van enretirar els canons de 110mm davanters per millorar les operacions dels avions sobre la coberta inclinada. Quatre anys més tard, l'ascensor de la vora de la coberta de babord i els canons de 110mm d'estribord també van ser retirats. Després de la renovació de 1964, només un canó doble de 110 polzades es va mantenir a popa a babord i estribord. Des de 1967 fins al febrer de 1970, es va sotmetre a una remodelació que va suposar una reconstrucció important de l'estructura, però només s'hi va fer una lleugera actualització de l'equip electrònic, i s'hi va limitar als canvis necessaris per poder operar la versió del Phantom de la Royal Navy. Abans i durant la revisions, les preocupacions sobre els costos, l'edat del casc i les opinions polítiques canviants sobre els requisits navals van amenaçar-lo i, fins i tot, la possibilitat que el vaixell pogués ser desballestat. No obstant això, van guanyar els arguments per mantenir i modernitzar-lo.
La renovació va costar uns trenta milions de lliures esterlines, molt menys que la modernització de l'Eagle, que també va afegir diverses millores que li van permetre operar còmodament els avions més grossos Phantom i Buccaneer Mk.2. Les modificacions incloïen una coberta de vol inclinada de 8,5 °, catapultes de vapor noves i molt més potents, agafadors de brides, deflectors de gran qualitat (cap d'aquestes dues modificacions no les va rebre Eagle) i cables de parada de gran pes. S'hi van instal·lar 1900 km de cablejat nou però no se'n va canviar tota la instal·lació elèctrica i es va conservar part de la instal·lació de corrent continua. També s'hi va afegir una illa modificada (amb una disposició diferent de l'Eagle ) i una equipament electrònic parcialment nou, tot i que es van conservar alguns dels radars originals, com els radars d'altitud 983, i no va rebre els radars 3D que es van instal·lar al seu bessó. En canvi, s'hi van instal·lar dues versions 966 de doble matriu del sistema estàndard de llarg abast RN 965 i un dels nous conjunts 986. Significativament, l'Ark Royal va ser el primer i únic portaavions RN equipat amb un sistema d'aproximació de portaavions de la Marina dels Estats Units d'Amèrica (US Navy), el radar AN/SPN-35, que en va augmentar la capacitat operativa i la seguretat de les operacions aèries nocturnes. La mida de la coberta de vol va augmentar a popa, que li va donar un espai addicional per al grup aeri que l'Eagle no tenia. També estava preequipat per a quatre llançadors de míssils Seacat que mai es van instal·lar, de manera que va sortir del reacondicionament sense armament defensiu, excepte els llançadors d'esquers Corvus. Significativament, hi va haver poc més que una revisió de les turbines de vapor i calderes, el que significa que mecànicament era molt passat de moda; tanmateix, quan l'Eagle va ser retirat del servei va significar que durant un temps hi havia recanvis essencials disponibles. Per aquella època es va programar mantenir l'Ark Royal per un màxim de cinc anys més de servei per una nova política governamental que preveia eliminar els portaavions el 1975. El manteniment intensiu, així com un nou programa de manteniment i reparació continus (amb els vaixells de manteniment de la Royal Navy sempre en els seus grups de treball) van mantenir-lo fins a final de 1978. Per l'augment de les fallades mecàniques i elèctriques va posar definitivament fora de servei a principi de 1979.
Quan va entrar en servei, el vaixell tenia un dotació de fins a cinquanta avions, que comprenien Sea Hawks, Sea Venoms, Gannets, Skyraiders i diversos helicòpters. A mesura que els tipus d'avions posteriors van créixer en grandària i complexitat, el grup aeri va disminuir per sota dels quaranta quan va deixar el servei el 1978.

## Història operativa

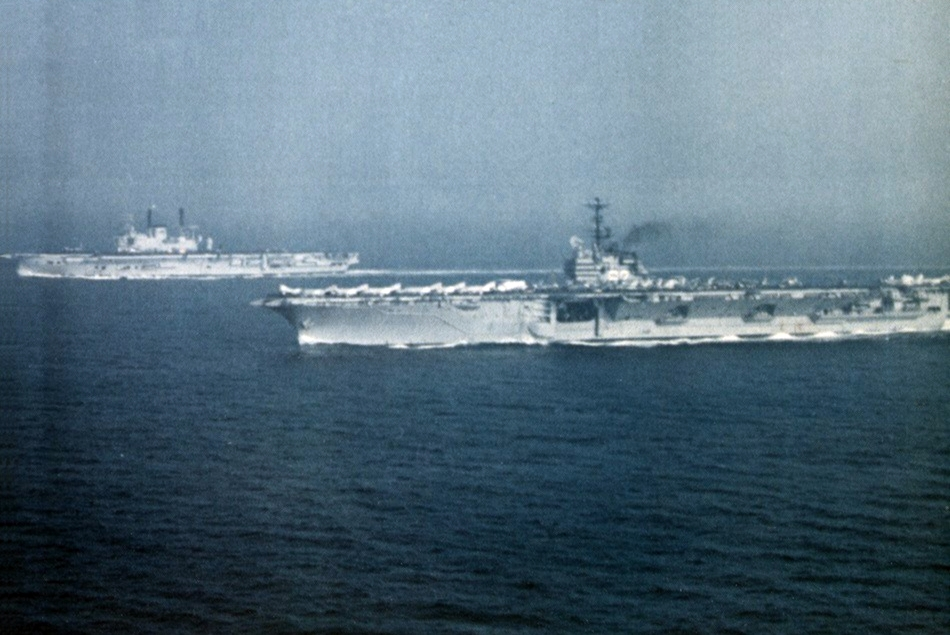
L'Ark Royal (de fons) operant amb l' (primer pla) a l'Atlàntic nord el 1971

L'Ark Royal va participar en molts exercicis com a part dels esquadrons de la flota britànica i de l'Organització del Tractat de l'Atlàntic Nord (OTAN), però no va entrar mai en combat. No va estar implicat en la crisi de Suez a Egipte de 1956, aproximadament un any després de la seva posada en servei; hi anava cap quan va fallar un coixinet de l'eix de l'hèlix principal, i va haver de tornar a Devonport per a una reparació important. L'Eagle el va substituir a Suez. El 1963, va fer proves per a un nou tipus d'avió d'enlairament i aterratge vertical/curt (V/STOL), el Hawker P.1127, que més tard es va convertir en el Hawker Siddeley Harrier. El mateix avió, ara després d'haver estat redissenyat i desenvolupat com el British Aerospace Sea Harrier, va ser acceptat més tard com l'aparell d'atac principal del futur tercer i últim Ark Royal a partir de 1980.
Va formar part de la Patrulla Beira que va fer complir el bloqueig naval de Rhodèsia el 1965. El Llibre Blanc de Defensa de 1966 va planificar la fi dels portaavions britànics a principi dels anys 70 però va entrar a dic sec per modificacions per evitar els acomiadaments de les drassanes i els possibles problemes polítics. Un nou govern va tornar a examinar el cas dels portaavions, i va concloure que l'aviació no embarcada no podia proporcionar una cobertura adequada als afers britànics a l'est de Suez.
El 9 de novembre de 1970, mentre es trobava al Mediterrani per participar en un exercici de l'OTAN, l'Ark Royal va xocar amb Bravyy, un destructor de la classe Kotlin de la Marina Soviètica que li feia ombra (un seguiment de ben a prop, una pràctica habitual durant la Guerra Freda). L'Ark Royal va resultar lleugerament danyat, mentre que el destructor soviètic va patir danys menors i dos tripulants van desaparèixer. El comandant de l'Ark Royal, el capità Raymond Lygo, va ser absolt de qualsevol càrrec a la cort marcial posterior.

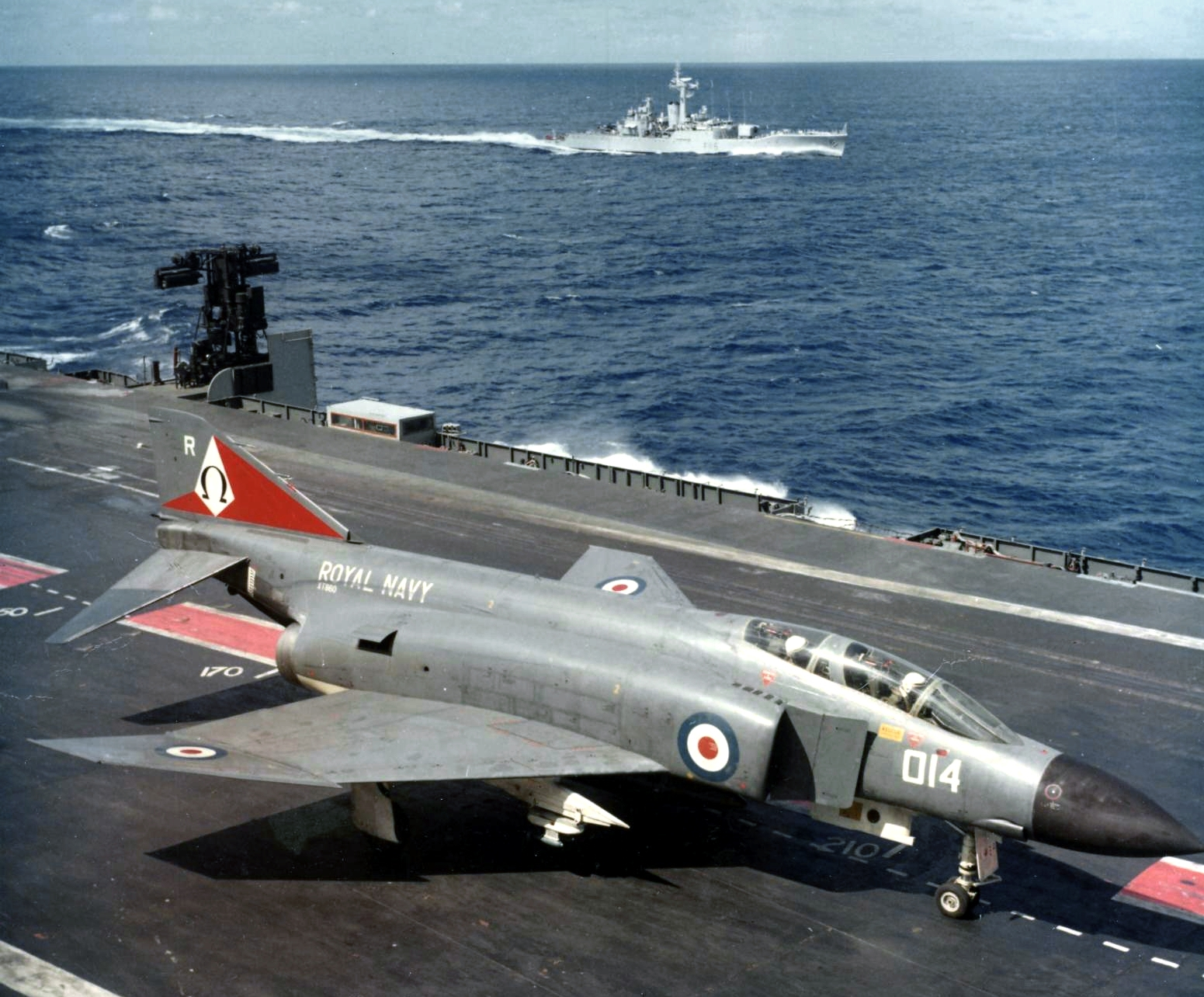
Phantom FG1 a lArk Royal el 1972

El vaixell va aparèixer a la sèrie de televisió britànica dels anys 60 Not Only… But Also protagonitzada per Peter Cook i Dudley Moore.
El 1970, l'Ark Royal tenia una dotació de 39 avions. Normalment constava de dotze Phantom FG Mk.1, del 892 Naval Air Squadron, catorze Buccaneer S Mk.2 del 809 Squadron, quatre Gannet AEW ( Airborne Early Warning) Mk.3 del Flight 849 Squadron B, sis Sea King HAS Mk.1 de l'esquadró 824, dos Wessex HAR Mk.1 del Ship's Flight i un Gannet COD Mk.4 més tard substituït per un AEW3. Els Buccaneers es van fer servir també com a avions cisterna, utilitzant càpsules de reabastiment de combustible, i com a avions de reconeixement de llarg abast amb paquets de càmeres muntats al compartiment de bombes. El juliol de 1976 va representar a la Gran Bretanya a la celebració del bicentenari dels Estats Units a Fort Lauderdale, Florida.
El 1972, els Buccaneers a bord de l'Ark Royal van participar en una missió d'atac de llarg abast a les Hondures britàniques a Centreamèrica poc abans de la independència com a monarquia constitucional anomenada Govern de Sa Majestat de Belize per dissuadir una possible invasió per part de Guatemala, que mantenia reivindicacions territorials de molt temps ençà.
El 1977, sota la bandera de l'almirall Sir Henry Leach KCB, comandant en cap de la flota, l'Ark Royal va dirigir l'homenatge de la Royal Navy i les celebracions del jubileu de plata de la reina Elisabet II a Spithead.
A mitjans de la dècada de 1970, el vaixell va tornar a la televisió. Sailor va ser una sèrie de documentals de la BBC, un dels primers documentals que mostrava la vida a bord durant un desplegament de febrer a juliol de 1976 a l'Atlàntic Occidental. El comandant, en aquell moment, era el capità Wilfred Graham i el comandant del vaixell (oficial executiu) era el comandant David Cowling. La melodia del programa va ser «Sailing» de Rod Stewart, una cançó que es va associar amb el vaixell i el seu successor. Va visitar Fort Lauderdale, Florida, del 30 de maig al 14 de juny de 1978.

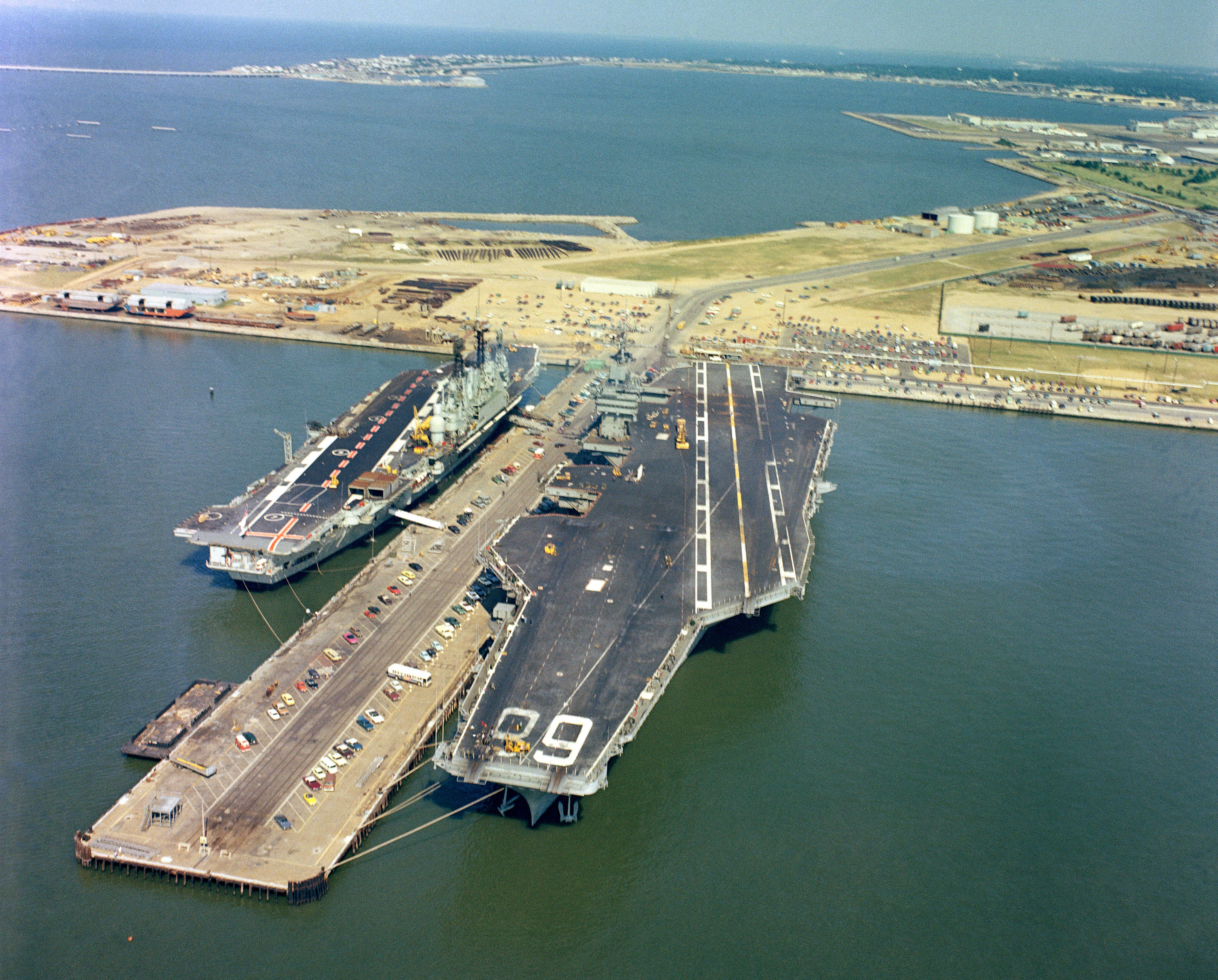
L'Ark Royal al costat de l' en una escala a Norfolk, Virgínia, durant el seu desplegament final de WESTLANT el 1978

Va entrar a HMNB Devonport el 4 de desembre de 1978 i va ser retirat del servei el 4 de febrer de 1979. Igual que el seu bessó Eagle, va tenir una vida operativa relativament curta (24 anys), i quan es va calar per últim cop la White Ensign, la Royal Navy va deixar de tenir aviació embarcada fins a l'acceptació en servei de l'HMS Invincible el març de 1980 i la finalització de la conversió del HMS Hermes per operar el Sea Harrier el 1981. El 29 de març de 1980, el Ministeri de Defensa (MOD) va anunciar que seria venut com a ferralla, i es van abandonar els plans per preservar-lo. Va salpar de Devonport el 22 de setembre de 1980 remolcat, per ser desballestat a Cairnryan prop de Stranraer a Escòcia, on va arribar el 28 de setembre. Quan va arribar al desballestament, el vaixell bessó l'Eagle estava en el procés final de ser desballestat al mateix lloc. El desballestament de l'Ark Royal va durar fins al 1983. Durant aquest període, molts antics tripulants van viatjar les instal·lacions a la vora més remota del llac Ryan per presentar-li un darrer homenatge. No obstant això, diverses parts del vaixell romanen com a records o commemoratius; per exemple, una àncora roman (juntament amb una àncora del vaixell germà Eagle) a l'entrada del Fleet Air Arm Museum a RNAS Yeovilton. Una de les altres àncores es troba a Armada Way, Plymouth, a prop de Plymouth Hoe.
| esquadró        | tipus d'aparell | nombre d'avions | rol                                |
| --------------- | --------------- | --------------- | ---------------------------------- |
| 809 NAS         | Buccaneer S2    | 14              | atac                               |
| 892 NAS         | Phantom FG1     | 12              | defensa aèria de la flota          |
| 849B NAS        | Gannet AEW3     | 4               | alerta primerenca aerotransportada |
| 849B NAS        | Gannet COD4     | 1               | lliurament a bord del portaavions  |
| 824 NAS         | Sea King HAS2   | 7               | guerra antisubmarina               |
| Vol del vaixell | Wessex HAS1     | 2               | recerca i rescat                   |

## Llegat
Mentre que la carrera de l'Ark Royal va durar 24 anys des del moment de l'entrada en servei, va passar tant de temps en reparació, reserva i modernització com en servei actiu (12 anys). Va requerir molt esforç dels enginyers per mantenir-la en servei entre les estades a drassanes. L'Ark Royal havia estat mal mantingut durant la llarga construcció de 1942 a 1955, i gran part de la maquinària va quedar obsoleta abans d'entrar en servei, inclosa una antiga instal·lació elèctrica de corrent continu, complementada més tard per alguns sistemes de corrent alternatiu, amb el resultat que el vaixell va experimentar fallides elèctriques i mecàniques regulars. LEagle va ser un vaixell més fiable i ben construït, i passava molt més temps al mar que el seu bessó. El desballestament de lArk Royal el 1980, dos anys després de l'Eagle, va marcar el final de les operacions d'avions d'ala fixa convencionals a bord dels portaavions de la Royal Navy. Havia obtingut tantes millores que el seu substitut no estava equipat amb cap d'aquestes. Hi va haver una discussió sobre una conservació com a vaixell museu, i es van recaptar alguns fons privats; el Ministeri de Defensa (MoD) no va aprovar aquesta opcio. Posteriorment, el Fleet Air Arm Museum ha construït una rèplica de l'illa i la coberta de vol a la sala central com una exposició de l'experiència del portaavions.
El HMS Hermes de la classe Centaur va romandre en servei després de l'Ark Royal però va ser reconvertit en portahelicòpters el 1971, i després com a portaaeronaus V/STOL. El portaavions de la Classe Invincible, molt més petit, només podia transportar avions i helicòpters d'enlairament i aterratge verticals o curts. Els dos nous portaavions de la classe Queen Elizabeth, que es van posar en funcionament el 2017 i el 2019, van ser dissenyats originalment per operar avions V/STOL. En contra del consell dels experts, i en un intent de reduir costos, el govern del Regne Unit va sol·licitar que es modifiquessin els nous portaavions per operar avions convencionals CATOBAR (enlairament assistit per catapulta i recuperació de barrera/aturada). La instal·lació de catapultes electromagnètiques hagués requerit grans canvis estructurals i una millora de la planta generadora d'energia dels vaixells, cosa que va resultar inviable, i va donar lloc a la decisió de tornar a la configuració original.

## Aeronaus i esquadrons

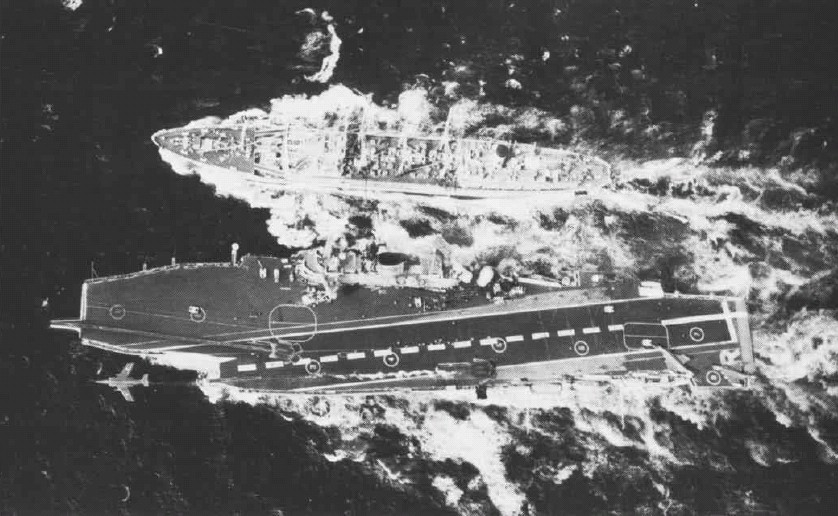
Vista aèria de lArk Royal l'any 1970

- Hawker Sea Hawk
- de Havilland Sea Venom
- Fairey Gannet
- Westland Wyvern
- Grumman Avenger
- McDonnell Douglas Phantom FG1
- Blackburn Buccaneer
- Supermarine Scimitar
- de Havilland Sea Vixen
- Westland Dragonfly
- Westland Sea King
- Westland Wessex

## Oficials al comandament
- 1954–1956: Capità Dennis Cambell RN
- 1956–1958: Capità Frank Hopkins RN
- 1959–1961: Capità Peter Hill-Norton RN
- 1961–1963: Capità Donald Gibson RN
- 1963–1964: capità Michael Pollock RN
- 1964–1965: Capità Anthony Griffin RN
- 1965–1967: Capità Michael Fell RN
- 1969–1971: Capità Raymond Lygo RN
- 1971–1972: Capità John Roberts RN
- 1972–1973: Capità Desmond Cassidi RN
- 1973–1975: Capità John Gerard-Pearse RN
- 1975–1976: capità Wilfred Graham RN
- 1976–1978: Capità Edward R Anson RN